# الحرب البورمية السيامية
كانت الحرب البورمية السيامية (1759-1760) أول نزاع مسلح بين سلالة كونباونغ البورمية (ميانمار) وسلالة بان فلو لوانغ السيامية (تايلاند). أعادت الحرب إشعال الحرب التي دامت لقرون بين الدولتين والتي استمرت لقرن آخر. كان البورميون «على شفا النصر» عندما انسحبوا فجأة من حصارهم لأيوثايا نظرًا إلى أن المرض كان قد حل بملكهم ألاونغبايا. توفي الملك بعد ثلاثة أسابيع، وبذلك انتهت الحرب.
كانت ذريعة الحرب حول السيطرة على ساحل تيناسيريم وتجارته، والدعم السيامي لمتمردي إثنية المون من مملكة هانثاوادي المستعادة المتهاوية. أرادت سلالة كونباونغ حديثة التأسيس إعادة توطيد السلطة البورمية في أعلى ساحل تيناسيريم (ولاية مون في اليوم الحاضر) حيث قدم السياميون الدعم لمتمردي المون ونشروا قواتهم. كان السياميون قد رفضوا المطالب البورمية بتسليم قادة تمرد المون أو وقف تدخلاتهم داخل ما اعتبره البورميون أراض تابعةً لهم.
بدأت الحرب في ديسمبر 1759 حين غزت ساحل تيناسيريم من مارتابان (موتاما) قوات بورمية تُقدّر ب 40000 بقيادة ألاونغبايا وابنه هسينبيوشين. كانت خطتهم للمعركة الالتفاف حول المواقع السيامية المحصنة بقوة على طول طرق الغزو الأقصر والأكثر مباشرة. اجتاحت قوة الغزو الدفاعات السيامية الهزيلة نسبيًا في الساحل، وعبَرت تلال تيناسيريم إلى شاطئ خليج سيام واتجهت شمالًا نحو أيوثايا. بعد أن أُخذوا على حين غرة، اندفع السياميون إلى مواجهة البورميين في جنوبهم، ووضعوا مواقع دفاعية حيوية في طريقهم إلى أيوثايا. إلا أن القوات البورمية المتمرسة في المعارك تفوقت من الناحية العددية على الدفاعات السيامية ووصلت إلى ضواحي العاصمة السيامية في 11 أبريل 1760. غير أن المرض حلّ فجأةً بالملك البورمي بعد مرور خمسة أيام فقط على الحصار، فقررت القيادة البورمية الانسحاب. أتاحت عملية فعالة لمؤخرة الجيش من قبل الجنرال مينخاونغ ناوراهتا انسحابًا منظمًا.
لم تكن الحرب حاسمةً. ففي حين استعاد البورميون السيطرة على الساحل العلوي وصولًا إلى تافوي (داوي)، لم يتمكنوا من القضاء على التهديد المحيط بسيطرتهم على المناطق الطرفية، التي بقيت ضعيفةً. وأُرغموا على التعامل مع التمردات الإثنية المدعومة من قبل السياميين في الساحل (1762-1764) وكذلك في لان نا (1761-1763). شن البورميون غزوهم التالي في عام 1765، وأطاحوا في عام 1767 بمملكة أيوثايا التي بلغت من العمر أربعة قرون.

## الخلفية

### ساحل تيناسيريم حتى عام 1740
تقاسمت بورما وسيام السيطرة على ساحل تيناسيريم (ولاية مون وإقليم تانينثاي في ميانمار في يومنا الحالي) في أوائل القرن الثامن عشر، إذ سيطر البورميون حتى تافوي (داوي) وسيطر السياميون على ما تبقّى. على مر التاريخ، طالبت كلتا المملكتين بكامل الساحل (السياميون حتى مارتابان والبورميون حتى جانكسيلون)، وانتقلت السيطرة مراتٍ عديدة. سيطرت سلالة باغان البورمية على الساحل بأكمله حتى عام 1287. على امتداد القرنين الرابع عشر والسادس عشر، سيطرت الممالك السيامية (أولًا سوخوثاي ولاحقًا أيوثايا) على الجزء الأكبر من الساحل وصولًا إلى جنوب ما هو اليوم ماولامياينغ. في أواسط القرن السادس عشر، حاول البورميون بقيادة ملكي تونغو تابينشويهتي وبايناونغ استعادة الساحل، لم يحققوا نجاحًا في المرة الأولى عام 1548، غير أنهم نجحوا في نهاية المطاف عام 1564 حين غزوا كامل سيام للمرة الأولى. ثار السياميون في عام 1584، واستعادوا بقيادة ملكهم ناريسوان الساحل الأدنى بحلول عام 1593 والساحل بأكمله بحلول عام 1594. استعاد البورميون الساحل العلوي وصولًا إلى تافوي في عام 1615 إلا أنهم فشلوا في استعادة ما تبقى.
استمر هذا الترتيب حتى عام 1740 (على الرغم من أن السياميين حاولوا الاستيلاء على الساحل العلوي دون جدوى في عامي 1662 و1665). خلال هذه الفترة، كانت ميرغوي (مييك) على بحر أندامان ميناء سيام الرئيسي الذي قامت عبره تجارتها مع الهند والغرب.

### الحرب الأهلية البورمية (1740-1757)
في عام 1740، ثار شعب مون في بورما الدنيا ضد سلالة تاونغو وأسسوا مملكة هانثاوادي المستعادة  في بيغو (باغو). على امتداد أربعينيات القرن الثامن عشر، كانت قوات هانثاوادي تحقق انتصاراتٍ على جيوش سلالة تاونغو المتمركزة في بورما. كان السياميون يشعرون بالقلق من قوة أخرى صاعدة في بورما نظرًا إلى أن وجود بورما قوية كان يعني تاريخيًا غزواتٍ مستقبلية لسيام. (في النهاية، كانت سلالة تاونغو المتمركزة آنذاك في بيغو هي التي حولت أنظارها إلى سيام في القرن السادس عشر بعد أن كانت قد غزت بورما العليا أولًا). مع شعوره بالقلق، منح البلاط السيامي على الفور الحماية لحكام مارتابان البورميين (موتاما) وتافوي الذين كانوا قد فروا إلى سيام. وأرسلوا في عام 1745 بعثةً دبلوماسية إلى آفا (إنوا) لتقييم الوضع السياسي هناك، واستقبلهم الملك البورمي ماهادهامارازا ديبادي. رأوا بلاطًا لآفا كان في آخر أيامه. بحلول عام 1751، كانت قوات هانثاوادي المستعادة تقترب من آفا. تزايد القلق السيامي حول ظهور وشيك لسلالة قوية أخرى في بيغو.
ربما كإجراء وقائي، قرر السياميون نقل قاعدتهم الأمامية إلى الساحل العلوي في عام 1751. (أو ربما كان ذلك استيلاءًا انتهازيًا على الأراضي في حين كانت جيوش هانثاوادي المستعادة منخرطة بشدة في بورما العليا). في حين ما يزال من غير الواضح إذا ما قصد السياميون (أو امتلكوا القدرة العسكرية) الذهاب أبعد من الساحل إلى بورما الدنيا في البر الرئيسي، دق التحرك السيامي جرس الخطر في بيغو. مع قلقها البالغ، سحبت قيادة هانثاوادي ثلثي جيشها إلى بورما الدنيا مباشرةً بعد أن أطاحوا بملك تاونغو الأخير في أبريل من عام 1752.
ثبت أن إعادة نشر قوات هانثاوادي كانت نقطة تحول حاسمة في التاريخ البورمي لأنها منحت مجموعات المقاومة البورمية العليا الوليدة مساحةً للتنفس كانت بأمس الحاجة إليها. تركت قيادة هانثاوادي أقل من 10 آلاف رجل لتهدئة كامل بورما العليا. (يعد المؤرخون إعادة الانتشار سابقةً لأوانها، مشيرين إلى أن التهديد السيامي لم يكن بخطورة أي قوة مضادة يمكن أن تبرز من بورما العليا، البيت التقليدي للسلطة السياسية في بورما). استغلت إحدة مجموعات المقاومة، سلالة كونباونغ بقيادة ألاونغبايا، قلة عدد قوات هانثاوادي وطردتها من بورما العليا بحلول مايو من عام 1754. غزت جيوش كونباونغ بورما الدنيا في عام 1755، واستولت على بيغو في عام 1757، منهيةً مملكة مون التي بلغت من العمر 17 عامًا.

### تغيير سياسة سيامي ودعم مقاومة مون
بالنسبة إلى السياميين، تحول الوضع الذي كانوا يخشونه، ظهور سلطة قوية في بورما، إلى حقيقة برغم أنهم كانوا أساسًا قلقين من سلالة كونباونغ التي تمركزت في بورما، لا من هانثاوادي المستعادة. (من سخرية القدر، كان السياميون مسؤولين بصورة جزئية عن النجاح الأولي لسلالة كونباونغ إذ ساعد احتلالهم للساحل العلوي بتحويل الكتلة الرئيسية لقوات هانثاوادي باتجاه الجنوب). في ما كان تغيرًا في سياستهم، بدأوا في تلك الآونة بدعم مجموعات المقاومة المونية التي كانت ما تزال ناشطةً في الساحل العلوي حيث كانت السيطرة البورمية ما تزال اسمية.
بعد طرد سلالة كونباونغ من بيغو في عام 1757، أرسل حاكما مارتابان وتافوي الخراج إلى ألاونغبابا بهدف تجنب المصير نفسه. (تبين أن حاكم تافوي كان يدفع خراجًا مزدوجًا، وأُعدم في وقت لاحق).